# Sebastiania chiapensis
Sebastiania chiapensis är en törelväxtart som beskrevs av Cyrus Longworth Lundell. Sebastiania chiapensis ingår i släktet Sebastiania och familjen törelväxter. Inga underarter finns listade i Catalogue of Life.